# Elliston (Terranova y Labrador)
Elliston es un pueblo canadiense situado en la provincia de Terranova y Labrador.

## Superficie
Elliston tiene una superficie de 10,07 km².

## Demografía
En 2021, tenía 315 habitantes, una densidad poblacional de 31,3 hab./km², y 198 viviendas.